# Through the Night
A Through the Night a tizenegyedik dal a Queen + Paul Rodgers formáció 2008-as The Cosmos Rocks albumáról.
Bár az albumon megegyezés szerint nem jelölték külön a szerzőséget, ez a dal nagyrészt Paul Rodgers szerzeménye. Stílusban is leginkább őhozzá áll közel a fülledt blues hangulata miatt, hasonló dal még az albumról a Voodoo, annak is Rodgers a szerzője. Mind a szöveg, mind a hangzás (a nyújtott, panaszos gitárszóló) depressziós hangulatot kölcsönöz neki.

## Közreműködők
- Paul Rodgers: ének, háttérvokál, zongora
- Brian May: elektromos gitár, háttérvokál
- Roger Taylor: dob, háttérvokál